# Bonggang-myeon
Bonggang-myeon (koreanska: 봉강면) är en socken i  stadskommunen Gwangyang i provinsen Södra Jeolla i södra delen av Sydkorea, 280 km söder om huvudstaden Seoul. 